# Proyecto de departamentización de Chiquitanía y Guarayos
El Proyecto de creación del  Departamento de Chiquitanía y Guarayos es un propuesta de creación de un nuevo departamento en Bolivia presentada en 2006, la cual incluye seis provincias del actual departamento de Santa Cruz: Chiquitos, Guarayos, Ñuflo de Chaves, José Miguel de Velasco, Ángel Sandoval y Germán Busch.
El proyecto plantea que el nuevo departamento abarque toda la región de la Chiquitania y la provincia de Guarayos y que su capital sea San José de Chiquitos, constituyendo el renacimiento de la antigua Gobernación de Chiquitos (una de las cuatro unidades administrativas del Virreinato del Río de La Plata, en el actual territorio boliviano).

## Antecedentes

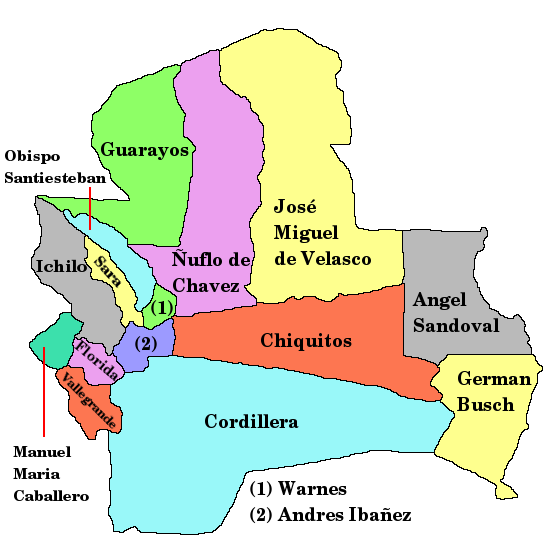
Provincias del Departamento de Santa Cruz, del cual se desprendería Chiquitanía y Guarayos

En la unión turística, económica, ecológica y cultural entre las diversas provincias y municipios que constituyen la región de la Gran Chiquitanía (6 provincias incluidas en el actual departamento boliviano de Santa Cruz), ha animado a varios dirigentes sociales y de nacione  indígenas a través de proyectos de coordinación a imaginar la posibilidad de creación de una nueva división administrativa en el Oriente boliviano: el Departamento de Chiquitos y Guarayos con el argumento de que la política centralista histórica, tanto del estado boliviano como de la prefectura de Santa Cruz, ha impedido el desarrollo de varias regiones periféricas y rurales de Bolivia.[cita requerida]
El antecedente histórico de la proyectada división administrativa sería la antigua Gobernación de Chiquitos (una de las cuatro que tenía el Virreinato del Río de la Plata cuando se creó la República). En 2006 la OICH (Organización Indígena Chiquitana) reclamó la creación del XIX departamento, junto al X departamento del Chaco en Bolivia.
El problema de la departamentización de la Chiquitanía surgió, al producirse disenso en la población de esa región sobre el proyecto autonómico del Departamento de Santa Cruz, y varias organizaciones indígenas se pronunciaron a favor de la creación de su propio departamento chiquitano, en el marco del Estado Boliviano.[cita requerida]
Delegados de varios pueblos de las cinco provincias de Chiquitanía y de la de Guarayos (Buena Hora, Caimanes, San Martín, Urubichá, San Pablo, San Joaquín, San Juan de Lomerío, Natividad, San José de Chiquitos, Los Cusis, Rincón del Tigre, Santiago de Chiquitos, San Miguel, Mutún y de otros 15 pequeños caseríos; reunidos en Santa Rosa del palmar (Provincia de Ñuflo de Chavez), han difundido un manifiesto al pueblo de la Chiquitanía, al pueblo de Guarayos, a la ciudad de Santa Cruz de la Sierra, a Bolivia y al mundo.
El manifiesto, firmado por todos los líderes comunales y por los dos principales referentes del movimiento "Departamento Chiquitanía y Guarayos", hacen saber lo siguiente:
Santa Rosa del Palmar, Provincia de Ñuflo de Chaves, Departamento de Chiquitanía y Guarayos, República de Bolivia, 26 de marzo de 2008.[cita requerida]
| Provincias             | Capital       |
| ---------------------- | ------------- |
| Angel Sandoval         | San Matías    |
| Chiquitos              | San José      |
| Ñuflo de Chaves        | Concepción    |
| Guarayos               | Ascensión     |
| José Miguel de Velasco | San Ignacio   |
| Germán Busch           | Puerto Suárez |

## Bandera
La Bandera de Chiquitos y Guarayos, apareció a principios del año 2000 en las marchas reinvindicatorias de los indígenas de las regiones de la Chiquitania y Guarayos, para el reconocimiento de sus derechos a la tierra y a la cultura.